# James Dearing

General Dearing

James Griffin Dearing (* 25. April 1840 in Otterburne, Virginia; † 23. April 1865 in Lynchburg, Virginia) war ein Brigadegeneral der Konföderierten im Sezessionskrieg.

## Leben
Dearing wurde 1840 in Virginia geboren und war der Urenkel von Charles Lynch, einem Colonel im Unabhängigkeitskrieg (1775–1783), dem u. a. der Begriff Lynch Law zugeschrieben wird. Dearing ging auf die Akademie in Hanover (Virginia) und anschließend auf die Militärakademie in West Point, die er jedoch 1861 abbrach, um in die Armee der Konföderierten einzutreten. Binnen kurzer Zeit wurde er zum Captain eines Artilleriebataillons, zum Major eines Kavallerieregiments aus North Carolina und nach der Schlacht von Plymouth zum Brigadegeneral befördert. 
Seinen letzten Kampf hatte er am 5. April 1865, wenige Tage vor Kriegsende, abseits des Appomattox-Feldzuges, als er sich mit General Theodore Read ein Revolverduell lieferte, an dessen Folgen er am 23. April verstarb.